# Renault 5 E-Tech
Renault 5 E-Tech – электрический хетчбэк B-сегмента, выпускаемый компанией Renault с 2024 года. Вдохновленный стилистикой оригинального Renault 5, 5 E-Tech был предварительно представлен концепт-каром, показанным в январе 2021 года, а серийная модель была официально представлена на Женевском международном автосалоне в феврале 2024 года.

## История
В 2021 году был представлен концепт возрожденного Renault 5, который потом станет серийной моделью в 2024 году.

## Двигатели
Автомобиль предлагается с электромоторами мощностью от 95 л.с до 150 л.с с запасом хода до 400 км.

## Дизайн
У электрокара продолговатые фары, короткие свесы, скрытые ручки задних дверей и большой угол наклона задних стоек крыши. На капоте установлен индикатор зарядки батареи, стилизованный под воздухозаборник оригинального Renault 5.

## Производство
Renault 5 E-Tech будет производиться на фабрике Renault ElectriCity, сформированной на заводах Дуэ, Мобеж и Рюиц на севере Франции; сборка будет происходить в Дуэ, с использованием компонентов, построенных в Рюиц, и двигателя из Клеона. Предсерийные прототипы R5 были построены на заводе Техноцентр (Technocentre) вблизи Парижа, имитирующем производственный процесс обычных заводов. Более 60 единиц R5 были построены для испытаний и валидации перед началом крупномасштабного производства.

## Дизайн экстерьера
Жиль Видаль, директор по дизайну Renault,отверг идею сделать электрический R5 «винтажным» автомобилем, несмотря на наличие множества эстетических элементов и деталей, напоминающих R5 1970-х и 1980-х годов. Таким образом, на месте вентиляционного отверстия на капоте, заметном на оригинальном R5, в этой модели превращается в индикатор заряда аккумулятора, каждое из 5 делений индикатора соответствует 20% заряда. Кроме того, металлический желоб заменяется красной окантовкой вокруг крыши. Выштамповка на крыльях и форма задних фонарей также напоминают R5 Turbo и Supercinq.

## Приборная панель и технологии
Электромобиль оснащен 7- или 10-дюймовой цифровой приборной панелью в зависимости от уровня комплектации, а также 10-дюймовой центральной информационно-развлекательной системой от Google с голосовым помощником под названием Reno. Правая сторона и прямоугольное соединение двух экранов отсылают к виду оригинального R5. 

## Аксессуары
Renault продает серию аксессуаров параллельно выпуску 5 E-Tech Electric, включая плетеный держатель для багета, изготовленный французским мастером, который может крепиться в салоне и послужить держателем для цветов.

## Галерея
- Вид сзади
- Интерьер